# Eupithecia resarta
Eupithecia resarta är en fjärilsart som beskrevs av Louis Beethoven Prout 1932. Eupithecia resarta ingår i släktet Eupithecia och familjen mätare. Inga underarter finns listade i Catalogue of Life.